# Valkeaisjärvi
Valkeaisjärvi eller Valkiaisenjärvi är en sjö i Finland. Den ligger i kommunen Kuhmo i landskapet Kajanaland, i den centrala delen av landet, 500 km norr om huvudstaden Helsingfors. Valkeaisjärvi ligger 209,9 meter över havet. Arean är 55,4 hektar och strandlinjen är 5,7 kilometer lång. Sjön  ingår i Uleälvens huvudavrinningsområde. 